# Železniční nehoda v Němčicích nad Hanou
Železniční nehoda v Němčicích nad Hanou byla srážka osobního vlaku a elektrické lokomotivy, ke které došlo v Němčicích nad Hanou dne 31. července 2021. Osobní vlak Os 3821 společnosti České dráhy z Olomouce do Nezamyslic vedený elektrickou lokomotivou 163 se střetl s lokomotivním vlakem (samostatná lokomotiva lokomotivou Siemens Vectron) společnosti Retrack Czech jedoucím z Havlíčkova Brodu do Ostravy. Doprava na trati mezi Nezamyslicemi a Kojetínem byla přerušena, po odstranění vykolejených vozů byla v 1. srpna po poledni zprovozněna jedna kolej. Dva lidé byli zraněni.
Příčinou nehody byla pravděpodobně nedovolená jízda za návěstidlo, které ji zakazovalo. Uvedl to mluvčí Drážní inspekce Martin Drápal. Vyšetřování příčin podle něj ale potrvá několik měsíců.